# 帰還 (曲)
「帰還」（きかん）は、西沢幸奏の楽曲。minatokuが作詞、WEST GROUNDとHige Driverが作曲を手掛けた。西沢の4枚目のシングルとして2016年11月23日にFlyingDogから発売された。

## 概要
西沢幸奏の4枚目のシングル。表題曲「帰還」は、それぞれアニメ映画『劇場版 艦これ』の主題歌に起用された。ジャケットイラストには後姿の吹雪が描かれている。
本曲に関して西沢本人は「『吹雪』をレコーディングしたのが2年前ですが、やはり、"あの頃の自分には負けたくないな"という気持ちがありました。もちろん毎回全力を出して、常にベストの作品を作りたい気持ちでやっていますが、今回は特に、同じ『艦これ』の主題歌ということで、皆さんに”西沢幸奏、変わったな”と思っていただけたらいいなって」「この曲には”絶対に帰ってくるよ”という力強く前向きなテーマがある一方で、艦娘たちのか弱い部分も描かれています。私も艦娘たちと同年代だと思うので、彼女たちの気持ちになり、戦いの前の不安や怖さを包み隠さず表現しました。今までやったことがなかった歌い方にもチャレンジしていて、特にAメロではナチュラルに心の声をつぶやく感じで、歌うというよりも喋るように声を出してみました。Bメロ→サビにいくにつれて強くなっていきますが、サビでの力強さが聴きどころだと思います」と2016年11月に発行された雑誌のインタビューでコメントしている。
アキバ総研（カカクコム）で、本曲リリースに際し、ロングインタビューが掲載されている。

## 収録曲
CD
1. 帰還 [5:04]
作詞：minatoku、作曲：WEST GROUND、Hige Driver、編曲：WEST GROUND/亀岡夏海
映画『劇場版 艦隊これくしょん -艦これ-』主題歌
2. Just One [4:10]
作詞：西沢幸奏、作曲・編曲：ezora
3. 帰還 （Instrumental ver.）
4. Just One （Instrumental ver.）

## 参加ミュージシャン
- 西沢幸奏 - Vocals

帰還
- 城石真臣 - Guitar, Acoustic Guitar
- Kei Nakamura - Bass
- 山田玲 - Drums
- 門脇ストリングス - Strings
- 宮崎由美香 - Flute
- 工藤亜紀子 - Oboe
- 渡邊一毅 - Clarinet
- 工藤淳子 - Fagotto
- 藤田乙比古 - Horn
- 和田博史 - Horn
- 高橋臣宣 - Horn
- 五十畑勉 - Horn
- 西村浩之 - Trumpet
- 中野勇介 - Trumpet
- 菅坡雅彦 - Trumpet
- 中川英二郎 - Trombone
- 今込治 - Trombone
- 藤井良太 - Trombone
- 本間雅智 - Tuba
- 伊藤直樹 - Manipulator

Just One
- ezora - Guitar, Acoustic Guitar
- 河合英次 - Bass
- 北村望 - Drums

## カバー
- タニベユミ - 2020年発売のアルバム『KanColle Memorial Compilation』に収録。
- C2機関 1MYB - 2021年発売のアルバム『1MYB』に収録。歌唱担当はVo.のタニベユミ。